# Grimsby Town Football Club 1901-1902
Questa pagina raccoglie i dati riguardanti il Grimsby Town Football Club nelle competizioni ufficiali della stagione 1901-1902.

## Stagione
Alla stagione di esordio in massima serie, il Grimsby Town disputò un campionato di classifica medio-bassa, subendo alcune sconfitte contro gli avversari diretti per la salvezza (fra cui il 6-0 inflitto in casa dallo Small Heath e il 2-0 subito alla penultima giornata contro lo Stoke City), ottenendola grazie ad un pareggio ottenuto recuperando un incontro precedentemente posposto con il Liverpool.
In FA Cup i Mariners uscirono al primo turno, eliminato dal Portsmouth dopo aver perso la ripetizione dell'incontro.

## Maglie
Vennero utilizzate le divise introdotte nel 1898.
| Manica sinistra · Maglietta · Maglietta · Manica destra · Pantaloncini · Calzettoni |

## Rosa
| N. |                        | Ruolo | Calciatore        |
| -- | ---------------------- | ----- | ----------------- |
|    | Inghilterra (bandiera) | P     | Henry Clutterbuck |
|    | Inghilterra (bandiera) | P     | Billy Tennant     |
|    | Inghilterra (bandiera) | P     | Walter Whittaker  |
|    | Scozia (bandiera)      | D     | Joe Leiper        |
|    | Inghilterra (bandiera) | D     | Alex McConnell    |
|    | Inghilterra (bandiera) | D     | Bodge Mountain    |
|    | Inghilterra (bandiera) | C     | James Bellingham  |
|    | Inghilterra (bandiera) | C     | Edward Brumley    |
|    | Scozia (bandiera)      | C     | Paddy Gray        |
|    | Inghilterra (bandiera) | C     | John Griffiths    |
|    | Scozia (bandiera)      | C     | Ben Hall          |
|    | Inghilterra (bandiera) | C     | Bill Hemmingfield |

| N. |                        | Ruolo | Calciatore       |
| -- | ---------------------- | ----- | ---------------- |
|    | Inghilterra (bandiera) | C     | Alf Nelmes       |
|    | Inghilterra (bandiera) | C     | Harry Skinner    |
|    | Inghilterra (bandiera) | A     | Bill Appleyard   |
|    | Inghilterra (bandiera) | A     | Alf Dean         |
|    | Inghilterra (bandiera) | A     | Harry Fletcher   |
|    | Inghilterra (bandiera) | A     | Andy Gardner     |
|    | Inghilterra (bandiera) | A     | George Harper    |
|    | Inghilterra (bandiera) | A     | Walter Leigh     |
|    | Scozia (bandiera)      | A     | Jimmy Long       |
|    | Scozia (bandiera)      | A     | Duncan Ronaldson |
|    | Scozia (bandiera)      | A     | Jimmy Stevenson  |
|    | Inghilterra (bandiera) | A     | Alfred Watkins   |